# Amtsbezirk Norderlügum
Der Amtsbezirk Norderlügum war ein Amtsbezirk im Kreis Tondern in der Provinz Schleswig-Holstein.
Der Amtsbezirk wurde 1889 gebildet und umfasste den Forstgutsbezirk Dravit und die folgenden Gemeinden:  
1. Assith
2. Ellum
3. Kloying
4. Landeby
5. Loitwitt
6. Lügumgaard
7. Norderlügum
8. Westerterp

1920 wurde der Amtsbezirk aufgelöst und die Gemeinden aufgrund der Volksabstimmung in Schleswig an Dänemark abgetreten.